# Herzog-Mantel-Theorie
Die Herzog-Mantel-Theorie ist eine von Verfassungsgerichtshof (VfGH) und Verwaltungsgerichtshof (VwGH) in Österreich vertretene Rechtsansicht zum Abhängigkeitsverhältnis zwischen einem Gesetz und einer aufgrund des Gesetzes erlassenen Durchführungsverordnung, begründet mit dem Legalitätsprinzip. Tritt das Gesetz außer Kraft, so verliert grundsätzlich auch die nach dem Bundes-Verfassungsgesetz (B-VG) von der gesetzlichen Ermächtigung abhängige Durchführungsverordnung ihre Geltung.
Die Durchführungsverordnung wird durch den Wegfall oder die Änderung des Gesetzes nicht nur gesetzwidrig, sondern tritt grundsätzlich mit ihrer ursprünglichen gesetzlichen Ermächtigungsgrundlage (ipso iure) ebenfalls außer Kraft. Dies gilt jedoch dann nicht, wenn die Neufassung eines Gesetzes eine Grundlage für die Durchführungsverordnung im Sinne des Art. 18 Abs. 2 B-VG bietet. Dies gilt auch dann nicht, wenn der VfGH die gesetzliche Grundlage einer Durchführungsverordnung aufhebt. In diesem Fall nimmt der VfGH an, die Durchführungsverordnung bedürfe ebenfalls einer Aufhebung durch den VfGH (Invalidation, Art. 139 Abs. 3 Z 1 B-VG).
In der Entscheidung vom 29. November 1985 hat der österreichische Verwaltungsgerichtshof erkannt, „die mit rückwirkender Kraft ausgestattete Gestaltungswirkung des aufhebenden Erkenntnisses des VwGH bedeutet, dass allen Rechtsakten und faktischen (Vollzugsakten) Akten, die während der Geltung des in der Folge vom VwGH aufgehobenen Bescheides auf dessen Basis gesetzt wurden, im nachhinein die Rechtsgrundlage entzogen wird; ein Folgebescheid dieser Art ist daher aufzuheben. Nur bei Vorliegen eines untrennbaren Verfahrenszusammenhanges ist davon auszugehen, dass die Folgeakte zugleich mit dem aufgehobenen Verwaltungsakt aus dem Rechtsbestand ausscheiden (‚Herzog-Mantel-Theorie‘)“.

## Zeitlicher Kontext
Diese Theorie, wie z. B. auch die Versteinerungstheorie und die Überschattungstheorie, wurde vom österreichischen Verfassungsgerichtshof nach dem Zweiten Weltkrieg entwickelt.

## Namensherkunft
Die Bezeichnung als Herzog-Mantel-Theorie  wurde frei aus der Dichtung übertragen. Im Werk Die Verschwörung des Fiesco zu Genua von Friedrich Schiller wird vom Republikaner Verrina der Graf von Lavagna und Haupt der Verschwörung, Fiesco, über die Klippen ins Meer gestürzt, wobei er ihm nachruft: „Nun, wenn der Purpur fällt, muß auch der Herzog nach!“